# チャンムオイ

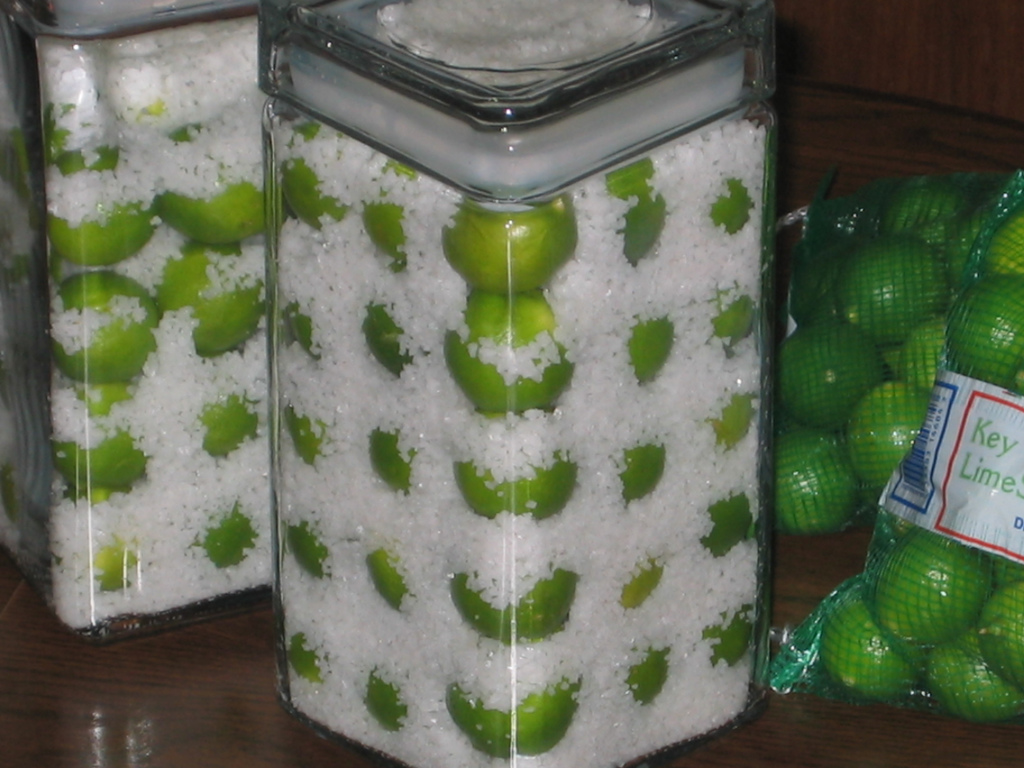
ガラス容器で熟成中のチャンムオイ

チャンムオイ（ベトナム語：Chanh muối / 𣔥酶）は、ベトナム料理の1つで、塩漬けにしたライムである。ベトナム語でライムまたはレモンを表すchanhと食塩を表すmuốiを合わせた言葉である。チャンムオイを作るためには、多くのライム（メキシカンライムを使うことが多い］をガラス容器の中に食塩とともに固く詰め、漬物になるまで日光に当てておく。その過程で、ライムから果汁が出てくる。これが食塩を溶かして、完成したチャンムオイは液体に浸された状態となる。

## 提供方法

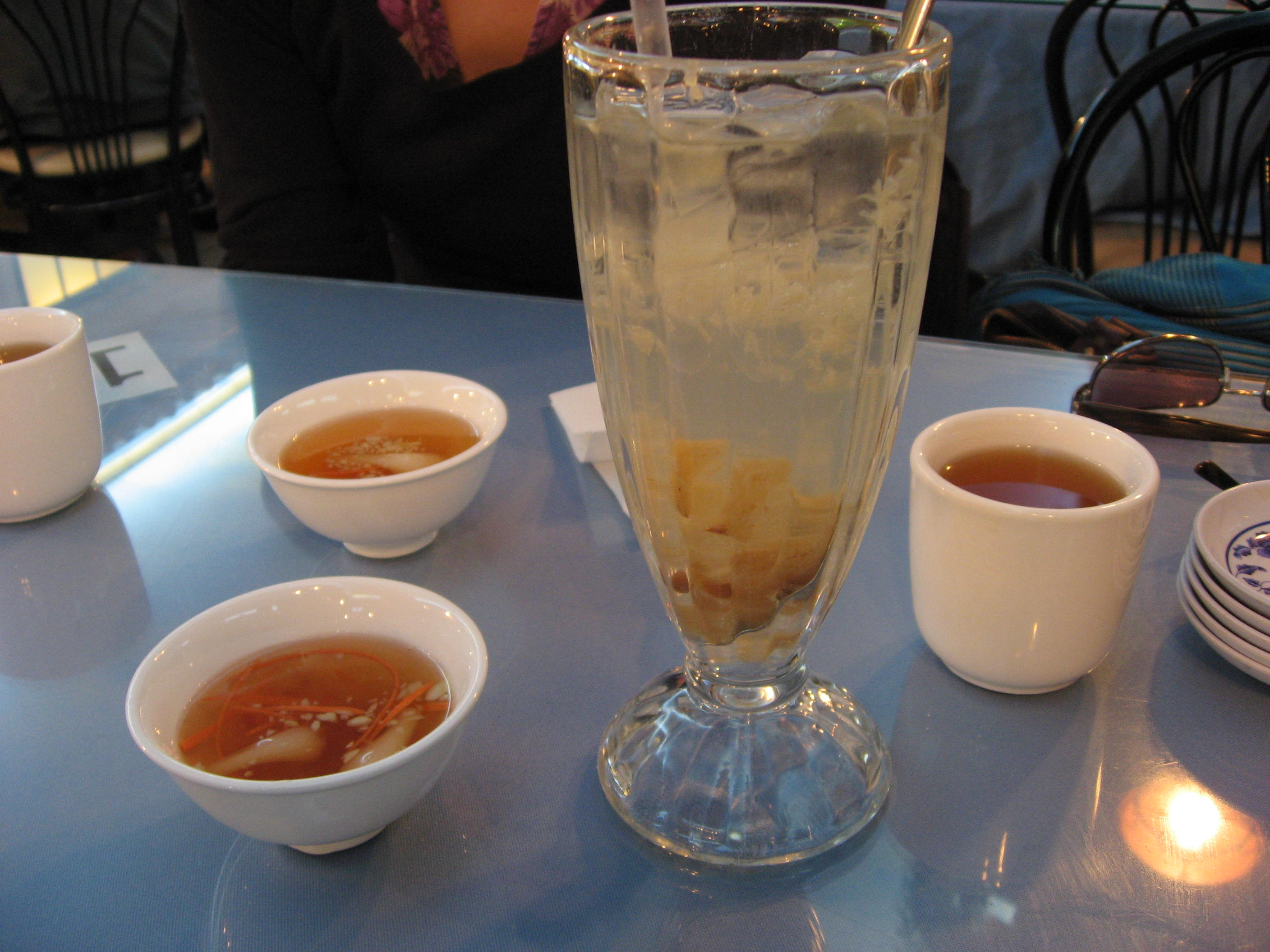
ニューヨークのチャイナタウンで提供されるチャンムオイ

チャンムオイは、砂糖と水または炭酸水を加えて、飲み物にする。これは、ヌオックチャンムオイまたは炭酸水で作った場合は、ソーダチャンムオイと呼ばれる。ヌオックは水または飲むことを表し、ヌオックチャンはレモネードを意味する。メニューに記載される場合は、しばしばチャンムオイと略してこの飲み物のことを表し、英語では"salty lemonade"または"salty limeade"と書かれる。チャンムオイの皮と果肉を小さく切ってグラスに入れ、スプーン等で潰してから他の材料を混ぜて提供する。
夏の飲み物として、通常は氷を入れて冷やして提供するが、ホットで飲む場合もあり、風邪の治療になると信じられている。飲み終わると、多くのベトナム人は、グラスに残ったチャンムオイの欠片も食べる。
ベトナム外では、ライムの代わりにレモンを使って作ることもある。
最初の市販のブランドはDan Voによって作られ、瓶または袋入りで、東南アジアで販売された。